# Tacepao
A tacepao (hagyományos kínai írással: 大字報; egyszerűsített kínai írással: 大字报; pinjin: dàzìbào; magyarul: nagybetűs újság) kínai nagybetűs, eredetileg kézírásos, kalligrafikus jellegű felirat, faliújság. A kulturális forradalom idején vált ismertté világszerte, mint a kínai politikai propaganda eszköze.

## Története

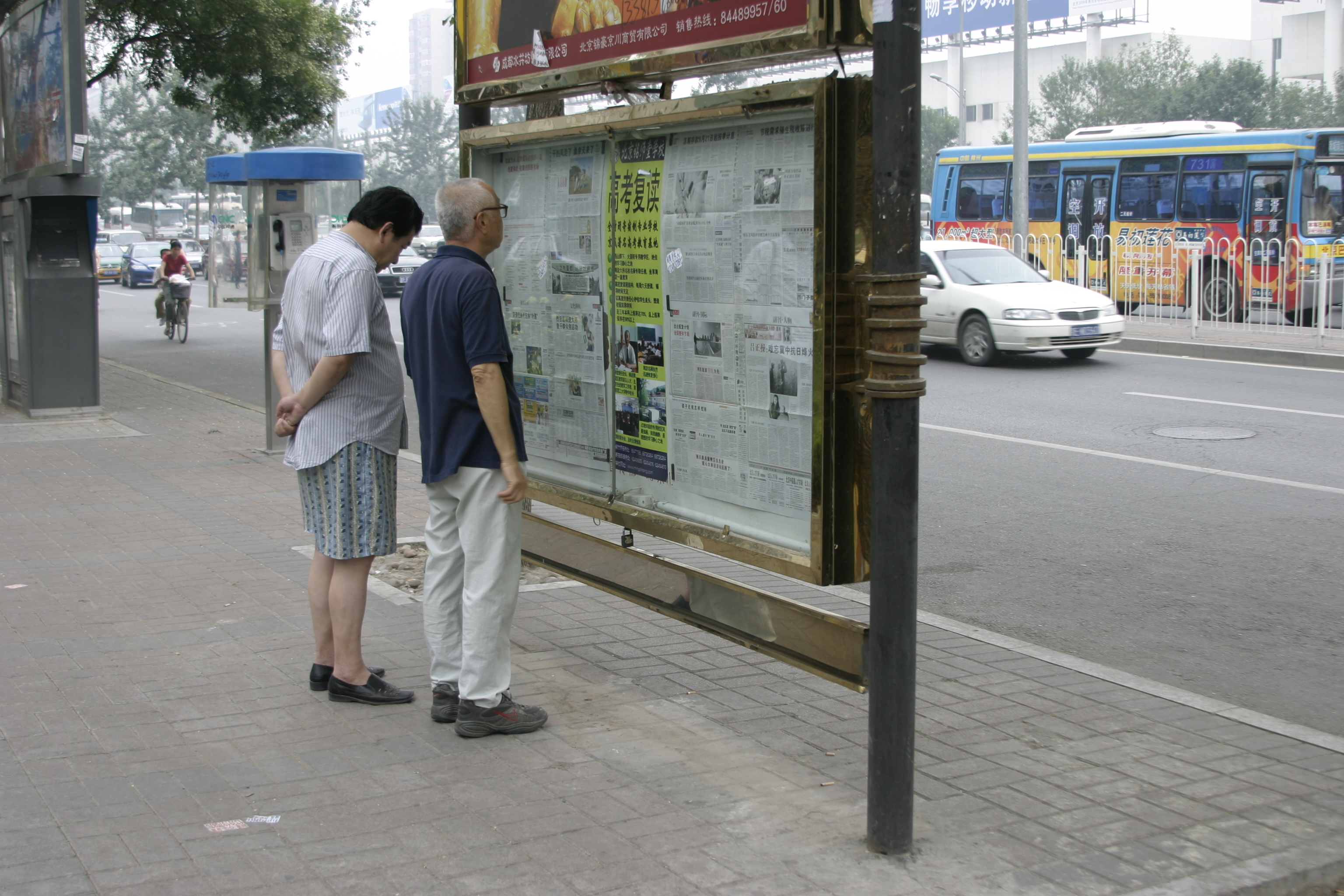
Plakátok Pekingben

Használata a kínai kalligráfiából ered. A kézírás művészete a császári Kínában fontos művészi ág volt, és maguk a császárok is szívesen örökíttették meg mondásaikat, rövid versezeteiket saját nagybetűs kézírásukkal a palotákon, emlékműveken.
Az írástudás terjedésével vált szélesebb körben használatossá, mint a politikai propaganda eszköze, különösen az 1911-es kínai polgári forradalom idejétől.
A kulturális forradalom kezdetének alaphangját adta meg 1966 május 25-én a Pekingi Egyetemen az egyik radikális diáklány, Nie Jüan-ce (Nie Yuanzi) a társaival, akik kézírásos feliratot függesztettek ki azzal a tartalommal, hogy az egyetem „burzsoá ellenforradalmárok hatalmába került”. A plakátra Mao Ce-tung (Mao Zedong) is felfigyelt és azt közzé tétette a központi újságokban.
A tacepao ettől kezdve a kulturális forradalom elsőrendű propaganda-eszköze lett. Mao maga szentesítette a használatát, amikor 1966. augusztus 5-én a Kínai Kommunista Párt Központi Bizottságának plénumán kifüggesztette saját tacepaóját azzal a felhívással, hogy „Bombázzátok a főhadiszállásokat” amivel a meglévő hatalmi struktúrák szétzúzására hívott fel.
Miután Mao ilyen módon latba vetette a saját szélsőséges személyi kultuszával megtámogatott tekintélyét, a tacepaók hirtelen országszerte elterjedtek és a politikai harc egyik fő eszközévé váltak. Tartalmuk változatos volt, rövid politikai jelszótól bonyolult vitakérdések részletes tárgyalásáig, szatirikus szórakoztatástól durva személyes kritikáig. Ha valakit ebben a formában ért politikai támadás, ez legtöbbször a karrierjének a végét jelentette.
A tacepaók írásához és a kifüggesztéséhez való jog bekerült a Kínai Népköztársaság 1975-ös alkotmányába is, mint az egyik alapvető jog. A tacepaók a kulturális forradalom után az 1978-ban induló új demokratikus mozgalmak idején is terjedésnek indultak, amikor ellenzéki és emberi jogi aktivisták is használni kezdték ezt a műfajt.